# Volkswagen Amarok

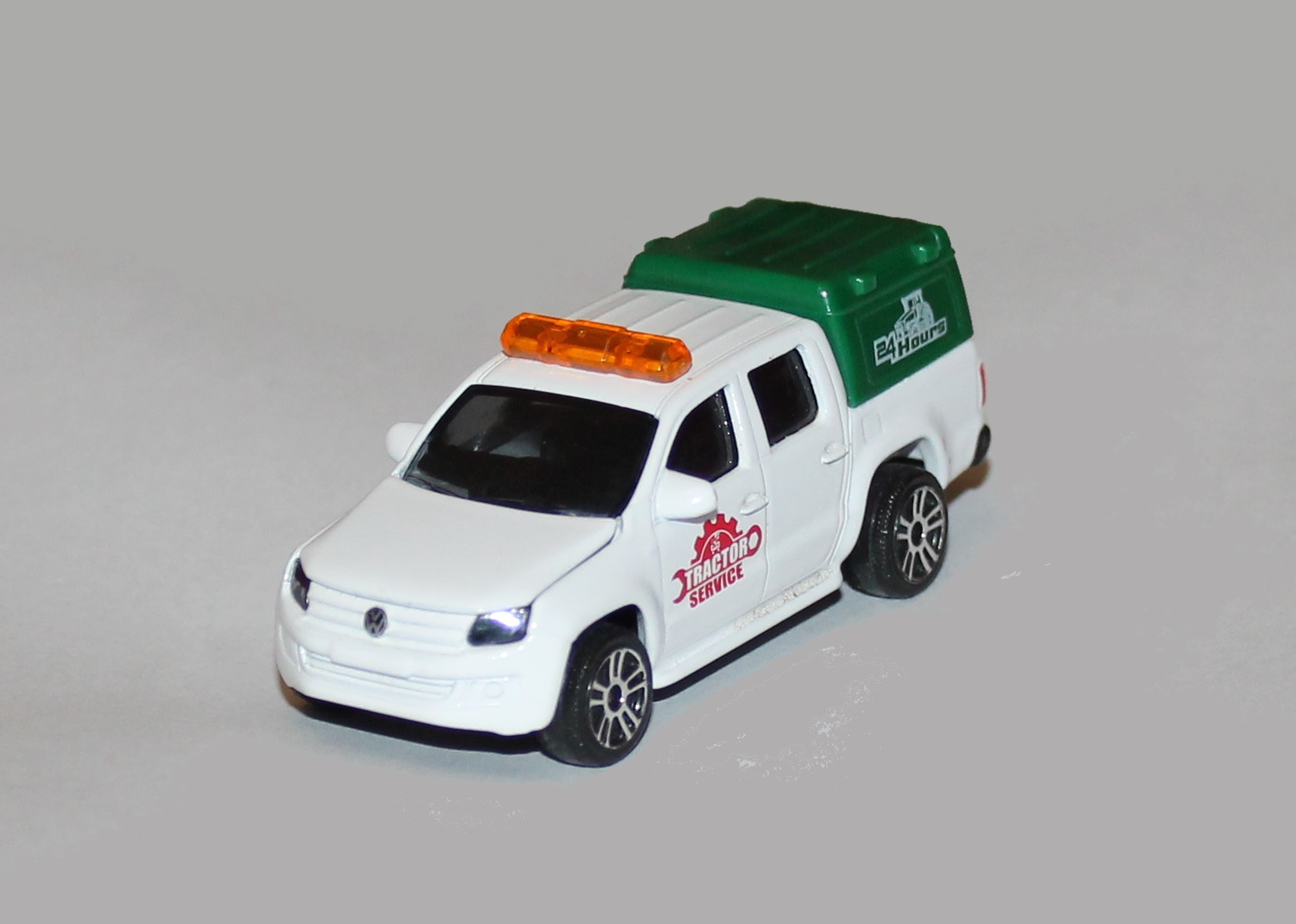
VW Amarok 1:65

Volkswagen Amarok — среднеразмерный пикап, разработанный Volkswagen. Имеет 2- или 4-дверную кабину, задний или полный привод, а также 3 комплектации —  Trendline,Comfortline и Highline. В переводе с инуитского языка Amarok означает «волк».
| 4-дв кабина | 2-дв кабина |

## Первое поколение
В 2005 году Volkswagen объявил, что пополнит своё семейство внедорожников пикапом. В 2007 популярный авто сайт WorldCarFans.com опубликовал первые фото будущего концепта, построенного на шасси Toyota Hilux. В марте 2007 знаменитый фотограф Hans Lehmann показал шпионские изображения автомобиля, сделанные дизайнером Вальтером де Сильвой. В сентябре 2008 Volkswagen реализовал концепт-пикап и сообщил, что будущий автомобиль будет похож на концепт на 95 %. Amarok, первый пикап от Volkswagen, был представлен 7 декабря 2009 года в General Pacheco, провинция Буэнос-Айрес, при участии президента Аргентины Кристины Киршнер. В 2010 году автомобиль участвовал в Ралли Дакар. В ноябре 2010 года получил 4 звезды по Euro NCAP, а в феврале 2011 — 5 звезд по ANCAP.

### Модернизация
Весной 2016 года Volkswagen Amarok подвергся первой модернизации. В ходе нее была слегка изменена внешность, интерьер, в гамме моторов появился дизель объемом 3.0 л в разных степенях форсировки. 2- и 4-дверные модификации имеют абсолютно одинаковые длину и колёсную базу. Поэтому размеры грузовой платформы для двух модификаций существенно различаются — в 2-дверном варианте платформа более чем в полтора раза длиннее.

### Безопасность
| Euro NCAP                                         | Euro NCAP | Euro NCAP | Euro NCAP             |
| ------------------------------------------------- | --------- | --------- | --------------------- |
| · общий рейтинг                                   |           |           |                       |
| 86%                                               | 64%       | 47%       | 57%                   |
| взрослый пассажир                                 | ребёнок   | пешеход   | активная безопасность |
| Протестированная модель: Volkswagen Amarok (2010) |           |           |                       |

| ANCAP                                             |                    |       |
| · 32,99 · общий рейтинг                           |                    |       |
| Рейтинги                                          | Фронтальный удар   | 13,99 |
| Рейтинги                                          | Боковой удар       | 16    |
| Рейтинги                                          | Столб              | 2     |
| Рейтинги                                          | Ремни безопасности | 1     |
| Протестированная модель: Volkswagen Amarok (2011) |                    |       |